# مارك أوبراين (ممثل)
مارك أوبراين هو ممثل كندي ولد في 7 مايو 1984.

## وصلات خارجية
- مارك أوبراين على موقع IMDb (الإنجليزية)
- مارك أوبراين على موقع ألو سيني (الفرنسية)
- مارك أوبراين على موقع أول موفي (الإنجليزية)
- مارك أوبراين على موقع قاعدة بيانات الفيلم (الإنجليزية)